# David Bartov
David Bartov, född 2 januari 1951 i Bukhara i Uzbekiska socialistiska sovjetrepubliken i Sovjetunionen, död 11 juli 2000 i Stockholm, var en rysk-svensk konsertviolinist.
David Bartov var son till ingenjören Michael Gutman och Frida, ogift Reinis. Han var elev vid det statliga musikkonservatoriet i Tasjkent 1956–1966, vid konservatoriet i Tel Aviv 1966–1969 och vid  Academy of Music University of Tel Aviv 1969–1971.
Bartov gjorde över 1 500 framträdanden i ett tjugotal länder i Europa, Nord- och Sydamerika, Afrika och Asien. Han medverkade i radio och TV samt gjorde skivinspelningar. Bartov bildade på 1970-talet duo tillsammans med hustrun Inger Wikström som var konsertpianist. Paret grundade 1977 Nordiskt musikkonservatorium.
David Bartov var gift första gången 1972–1979 med Inger Wikström (född 1939) och tillsammans fick de barnen Michael (född 1973) och Mira Bartov (född 1975). Andra gången gifte han sig 1994 med Rimma Babaev (född 1953).